# Междуречье (Крым)
Междуре́чье (до 1945 года — Ай-Сере́з; укр. Міжріччя, крымскотат. Ay Serez, Ай Серез искажённое от греч. Ἄγιος Σέργιος «Святой Сергий») — село на юго-востоке Крыма. Входит в Городской округ Судак Республики Крым (согласно административно-территориальному делению Украины — Междуреченский сельский совет Судакского горсовета Автономной Республики Крым).

## Население
| 2001 | 2014 |
| ---- | ---- |
| 510  | ↗519 |

Всеукраинская перепись 2001 года показала следующее распределение по носителям языка
| Язык             | Процент |
| ---------------- | ------- |
| русский          | 79.22   |
| крымскотатарский | 13.92   |
| украинский       | 3.92    |
| другие           | 0.4     |

### Динамика численности
| - 1520 год — 141 чел. - 1542 год — 100 чел. - 1805 год — 214 чел. - 1864 год — 534 чел. - 1886 год — 655 чел. - 1889 год — 1190 чел. - 1892 год — 918 чел. - 1897 год — 1464 чел. - 1902 год — 1590 чел. | - 1915 год — 1653/101 чел. - 1926 год — 1599 чел. - 1939 год — 1401 чел. - 1974 год — 531 чел. - 1989 год — 451 чел. - 2001 год — 510 чел. - 2009 год — 496 чел. - 2014 год — 519 чел. |

## Современное состояние
На 2018 год в Междуречье числится 7 улиц и 1 переулок; в селе, по данным сельсовета на 2009 год, на площади 59,6 гектара, в 242 дворах, проживало 496 человек. В селе действуют детский сад «Вишенка», фельдшерско-акушерский пункт, дом культуры, отделение Почты России. Есть данные, что в селе сохранились остатки двух мечетей. Междуречье связано автобусным сообщением с Судаком и соседними населёнными пунктами.

## География
Расположено в 9 км (по шоссе — 22 км) на запад от Судака, ближайшая железнодорожная станция — Феодосия — примерно в 66 километрах, в долине небольшой реки Ай-Серез юго-восточного склона Главной гряды Крымских гор, высота центра села над уровнем моря 198 м. Ближайшие населённые пункты — Ворон на северо-западе, Громовка на юго-запад, Морское на юго-западе и Весёлое на юго-востоке. Транспортное сообщение осуществляется по региональной автодороге 35Н-593 от шоссе 35К-005 Алушта — Судак — Феодосия (по украинской классификации — С-0-11511).

## История
Время возникновения села не установлено. Известно о существовании позднеантичного поселения в период, когда это побережье входило во владения Византии.
В 1365 году генуэзцами была захвачена Солдайя с 18 селениями, составляющими её сельскохозяйственную округу, в том числе и Айсерез, а с 1381 года, по договору с Элиас-Беем Солхатским, «гористая южная часть Крыма к северо-востоку от Балаклавы», с её поселениями и народом, который суть христиане , полностью переходит во владение Генуи. Видимо, Айсерез, в числе 18 сёл, также вошёл в капитанство Готии, просуществовавшее до разгрома Кафы османами в 1475 году. Существует версия, что селение (итал. casale sancti Erigni) массарий (бухгалтерских книг) казначейства Каффы соответствует современному Междуречью: sancti Erigni — латинская калька греческого греч. Αγία Ειρήνη (Айя Ирини), Святая Ирина.
При Османском владычестве селение включили в Судакский кадылык санджака Кефе (до 1558 года, в 1558—1774 годах — эялета) империи. По первой переписи населения Кефинского санджака 1520 года, в селении Айяйорин насчитывалось 25 семей и 141 житель — все христиане, на 1542 год дворов немусульман — 37, из них вдов — 3, холостых — 3, всего 100 человек. Причина «перепосвящения» селения другому святому неизвестна, но уже в налоговых ведомостях 1634 года записан Ай-Серез (от искажения греческого Άγιος Σέργιος (Айос Сергиос) — Святой Сергий) в котором числилось 16 дворов немусульман, из которых недавно прибывших в Ай-Серез из Папа Никола 2 двора, выселились жители 12 дворов: в Орталан, Ускут, Кара-Коба, Манастир и в неназванное селение — по 2, в Гурзуф и общину Кефе — по 1 двору. Упомянуто селение Ай Серес и в Джизйе дефтера Лива-и Кефе (Османских налоговых ведомостях) 1652 года, где перечислены несколько имён и фамилий налогоплательщиков-христиан. Документальное упоминание селения встречается в «Османском реестре земельных владений Южного Крыма 1680-х годов», согласно которому Ай-Серез входил в Судакский кадылык эялета Кефе. Всего упомянуто 37 землевладельцев (все мусульмане), владевших 1129-ю дёнюмами земли. После обретения ханством независимости по Кючук-Кайнарджийскому мирному договору 1774 года «повелительным актом» Шагин-Гирея 1775 года селение было включено в Крымское ханство, в состав Кефинского каймаканства Судакского кадылыка, что зафиксировано и в Камеральном Описании Крыма… 1784 года (как Айсереч). В списках «Ведомостей о выведенных из Крыма в Приазовье христианах» А. В. Суворова и митрополита Игнатия Айсерез не значится.
После присоединения Крыма к России (8) 19 апреля 1783 года, (8) 19 февраля 1784 года, именным указом Екатерины II сенату, на территории бывшего Крымского Ханства была образована Таврическая область и деревня была приписана к Левкопольскому, а после ликвидации в 1787 году Левкопольского — к Феодосийскому уезду Таврической области. С началом Русско-турецкой войной 1787—1791 годов, в феврале 1788 года производилось выселение крымских татар из прибрежных селений во внутренние районы полуострова, в том числе и из Айсереза. В конце войны, 14 августа 1791 года всем было разрешено вернуться на место прежнего жительства. После Павловских реформ, с 1796 по 1802 год, входила в Акмечетский уезд Новороссийской губернии. По новому административному делению, после создания 8 (20) октября 1802 года Таврической губернии, Айсерез был включён в состав Кокташской волости Феодосийского уезда.
По Ведомости о числе селений, названиях оных, в них дворов… состоящих в Феодосийском уезде от 14 октября 1805 года, в деревне Айсерез числилось 46 дворов и 214 жителей, исключительно крымских татар. На военно-топографической карте генерал-майора Мухина 1817 года деревня Айсерес обозначена с 60 дворами. После реформы волостного деления 1829 года Ашерез, согласно «Ведомости о казённых волостях Таврической губернии 1829 года», остался в составе Кокташской волости. На карте 1836 года в деревне 134 двора, как и на карте 1842 года.

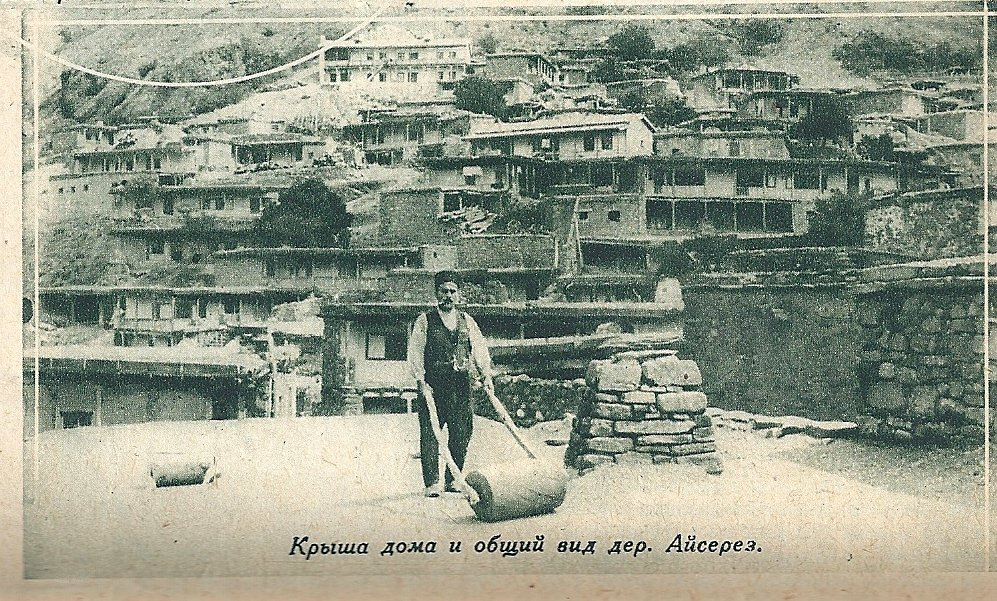
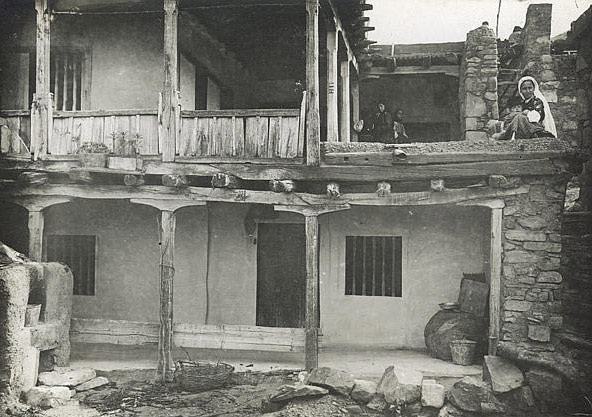
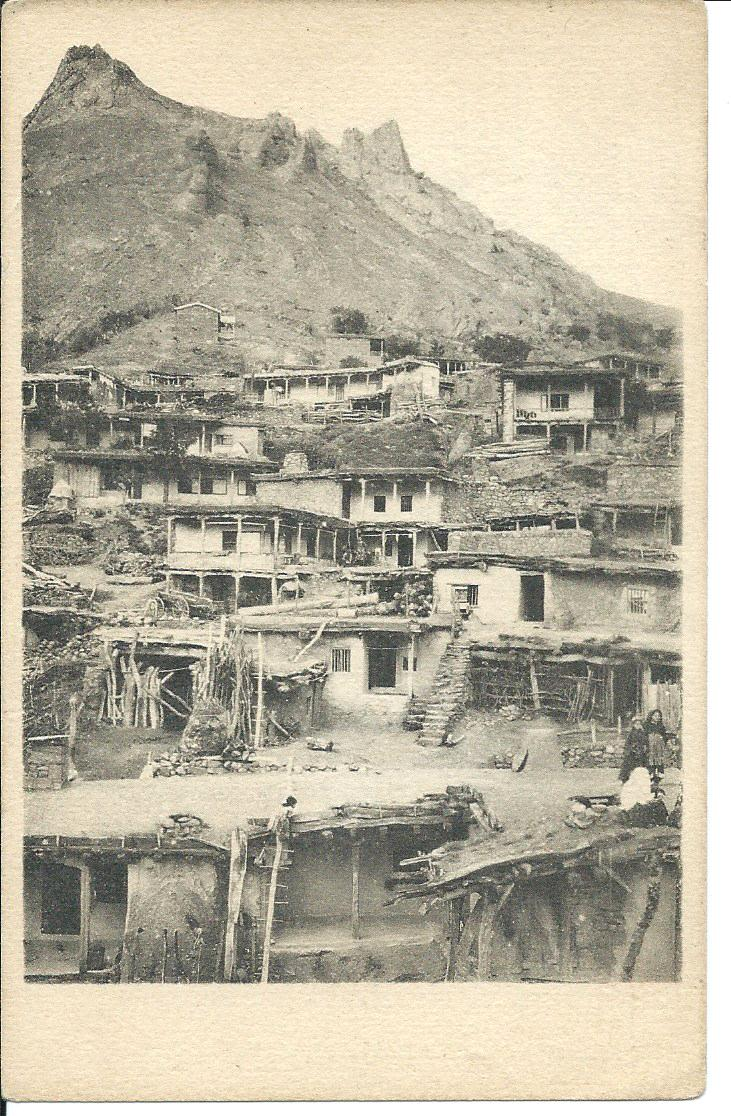

В 1860-х годах, после земской реформы Александра II, деревню приписали к Таракташской волости. Согласно «Списку населённых мест Таврической губернии по сведениям 1864 года», составленному по результатам VIII ревизии 1864 года, Айсерез — казённая татарская деревня с 211 дворами, 534 жителями и мечетью при речке Айсерез. По обследованиям профессора А. Н. Козловского начала 1860-х годов, селение «…изобилуют родники прекрасной пресной воды». На трёхверстовой карте Шуберта 1865—1876 года в деревне Ай Серез обозначено 80 дворов. На 1886 год в селе проживало 655 человек в 182 домохозяйствах, действовали 2 мечети. В «Памятной книге Таврической губернии 1889 года» по результатам Х ревизии 1887 года Айсерез записан с 262 дворами и 1190 жителями.
После земской реформы 1890-х годов деревня осталась в составе преобразованной Таракташской волости. По «…Памятной книжке Таврической губернии на 1892 год» в Айсерезе, составлявшем Айсерезское сельское общество, числилось 918 жителей в 176 домохозяйствах, а на верстовке Крыма 1893 года в деревне 184 двора с татарским населением. Всероссийская перепись 1897 года зафиксировала в деревне 1464 жителя, из которых 1458 мусульман (крымских татар). По «…Памятной книжке Таврической губернии на 1902 год» в деревне Айсерез, составлявшей Айсерезское сельское общество, числилось 1590 жителей в 300 домохозяйствах. По Статистическому справочнику Таврической губернии. Ч.II-я. Статистический очерк, выпуск пятый Феодосийский уезд, 1915 год, в деревне Айсерез Таракташской волости Феодосийского уезда числилось 347 дворов (все дворы с землёй) с татарским населением в количестве 1563 человек приписных жителей и 101 «посторонний», из которых 910 мужчин и 754 женщины. Жители владели 266 десятинами удобной земли. В хозяйствах имелось 150 лошадей, 102 вола, 55 коров и 1755 голов овец, свиней, или коз.
После установления в Крыму Советской власти, по постановлению Крымревкома от 8 января 1921 года была упразднена волостная система и село включили в состав вновь созданного Судакского района Феодосийского уезда,, а в 1922 году уезды получили название округов. 11 октября 1923 года, согласно постановлению ВЦИК, в административное деление Крымской АССР были внесены изменения, в результате которых округа ликвидировались и Судакский район стал самостоятельной административной единицей. Согласно Списку населённых пунктов Крымской АССР по Всесоюзной переписи 17 декабря 1926 года, в селе Айсерез, центре Айсерезского сельсовета Судакского района, числилось 390 дворов, все крестьянские, население составляло 1599 человек. В национальном отношении учтено 1598 татар и один грек, действовала татарская школа. По данным всесоюзной переписи населения 1939 года в селе проживал 1401 человек.
В 1944 году, после освобождения Крыма от фашистов, согласно Постановлению ГКО № 5859 от 11 мая 1944 года, крымские татары были депортированы в Среднюю Азию: на май 1944 года подлежало выселению 1628 человек крымских татар; было принято на учёт 338 домов спецпереселенцев.. 12 августа 1944 года было принято постановление № ГОКО-6372с «О переселении колхозников в районы Крыма» и в сентябре 1944 года в район приехали первые новоселы (2469 семей) из Ставропольского и Краснодарского краёв, а в начале 1950-х годов последовала вторая волна переселенцев из различных областей Украины. Указом Президиума Верховного Совета РСФСР от 21 августа 1945 года Ай-Серез был переименован в Междуречье, а Ай-Серезский сельсовет — в Междуреченский. С 25 июня 1946 года Междуречье в составе Крымской области РСФСР, а 26 апреля 1954 года Крымская область была передана из состава РСФСР в состав УССР.
Указом Президиума Верховного Совета УССР «Об укрупнении сельских районов Крымской области» от 30 декабря 1962 года Судакский район был упразднён, а село включили в состав Алуштинского района. 1 января 1965 года указом Президиума ВС УССР «О внесении изменений в административное районирование УССР — по Крымской области» Междуречье было передано в состав Феодосийского горсовета. На 1974 год в Междуречье числился 531 житель. В 1979 году был воссоздан Судакский район и село передали в его состав. По данным переписи 1989 года в селе проживал 451 человек. С 12 февраля 1991 года село в восстановленной Крымской АССР. Постановлением Верховного Совета Автономной Республики Крым от 9 июля 1991 года Судакский район был ликвидирован, создан Судакский горсовет, которому переподчинили село. 26 февраля 1992 года Крымская АССР переименована в Автономную Республику Крым. С 21 марта 2014 года село в составе Крыма вошло в состав Российской Федерации, с 5 июня 2014 года в Городском округе Судак.